# Sedlice (Boêmia Central)
Sedlice é uma comuna checa localizada na região da Boêmia Central, distrito de Příbram.